# Ramlibacter algicola
Ramlibacter algicola es una especie de bacteria gramnegativa del género Ramlibacter. Fue descrita en el año 2021. Su etimología hace referencia a alga. Es aerobia e inmóvil. Forma colonias blancas, circulares y convexas en agar R2A. Temperatura de crecimiento entre 25-40 °C, óptima de 37 °C. Catalasa negativa y oxidasa positiva. Se ha aislado del alga de agua dulce Cryptomonas obovoidea, en Corea del Sur. 